# Алопа
Ало́па (грец. Ἀλόπη) — в давньогрецькій міфології дочка велетня Керкіона — царя Елефсіну. Потайки від батька Алопа народила сина від Посейдона, якого наказала неньці кинути у лісі. Пастухи знайшли дитину і віднесли Керкіонові. Керкіон, зрозумівши за пишними пелюшками, що то малеча його дочки, звелів скарати її. Посейдон перетворив Алопу на джерело. Дитина, що отримала ім'я Гіпофой став епонімом однієї з аттичних філ і наслідував владу в Елевсині після вбивства Керкіона Тесеєм